# CT Parahyba (CT-5)
O CT Parahyba (CT-5) é um contratorpedeiro da Classe Pará, da Marinha do Brasil.
Foi encomendado em 1906, fazendo parte do Plano Naval daquela época que modernizou a Armada do Brasil. O navio fez parte da Divisão Naval em Operações de Guerra (DNOG), que tinha como missão o patrulhamento do Oceano Atlântico, com foco no combate aos submarinos alemães (U-boats) durante a Primeira Guerra Mundial.

## Origem do nome
O nome do navio é uma homenagem ao estado brasileiro do Parahyba grafia da época. Em tupi tem o significado de rio ruim. A mesma palavra provém do nome indígena para a árvore Simarouba versicolor que floresce abundantemente na região e é popularmente denominada pau-paraíba. A terceira versão estabelece que o significado é de fato "Rio que é braço de mar" (pará-ibá).
- Parahyba, Aviso Fiscal de Pesca (1861)
- Parahyba, Vapor (1893)
- CT Parahyba (CT-5), Contratorpedeiro (1909)
- CT Paraíba (D-28) (1941), Contratorpedeiro (1959 - 1978)
- CT Paraíba (D-28), Contratorpedeiro (1989 - 2002)